# Makó Péter
Makó Péter (Nyíregyháza, 1979 –2025) Kossuth-díjas zenész, a fúvós hangszereket szólaltatja meg: a klarinét, a szaxofon, a tárogató, a duda a furulyák és a citera a munkaeszköze.

## Életpálya
Családi indíttatásra 1986-ban kezdett el citerázni, 1990 óta klarinétozik. A zeneiskola mellett édesapja rendszeresen elvitte magával lakodalmakba is zenélni, dallamkészletének feltöltését elősegítendő. Vonószenekarban 1994 óta játszik. Az eltelt évek során a klarinéton kívül elkezdett tárogatón, szaxofonon, dudán és különböző méretű furulyákon is játszani. 1999 óta a Budapest Táncegyüttes zenésze. Fúvós hangszerek megszólaltatójaként (különleges zeneszerszámok) több színházi és egyéb rendezvény rendszeres résztvevője. A Csík zenekar mellett a MaToCsáv zenekarban is rendszeresen játszik.

## Művei

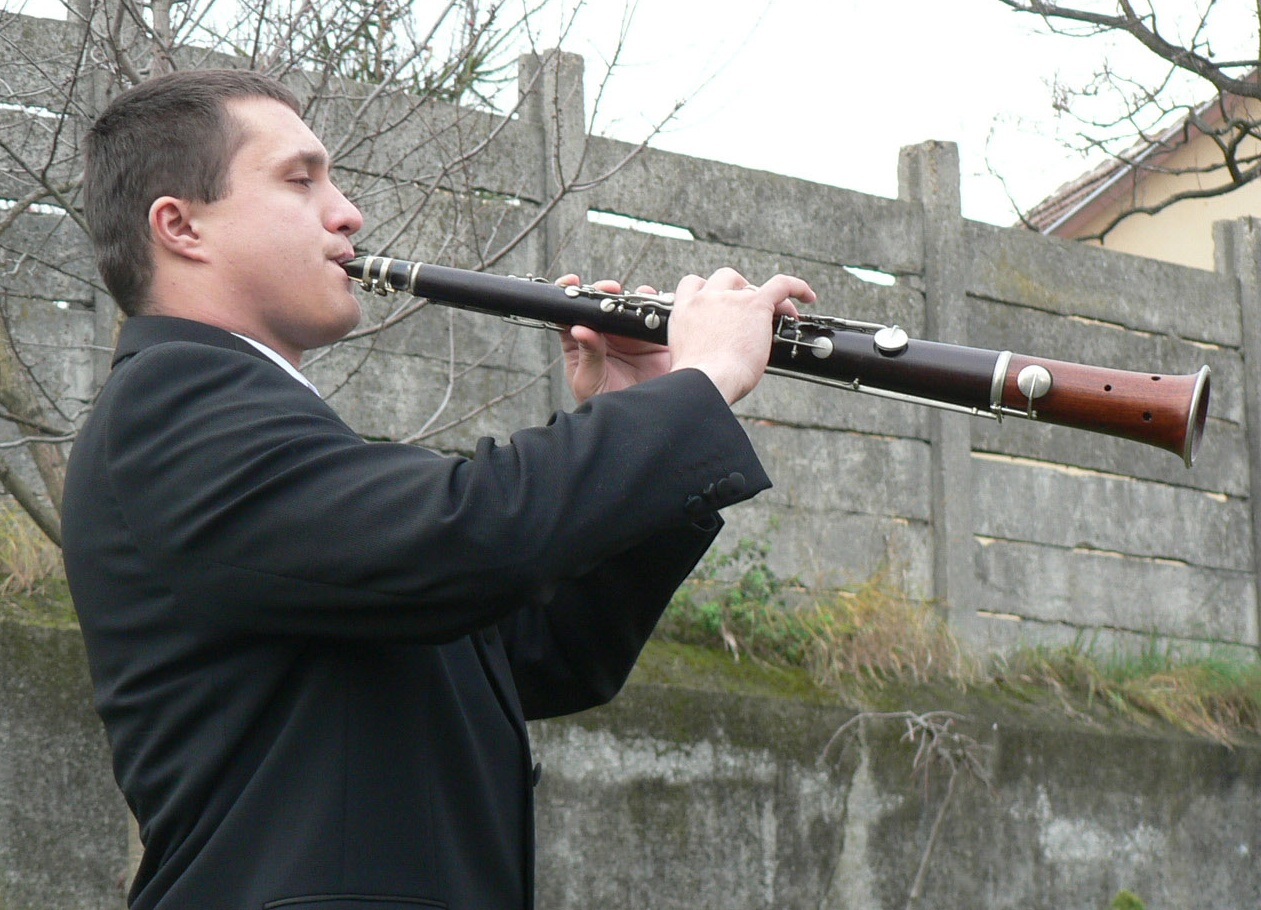
Makó Péter tárogatósként egy 2007-es szoboravatáson

2007-ben Táncház – Népzene sorozatban a Verbunk, csárdás és menyasszonytánc zenei összeállítás egyik zenésze,
2010-ben a Szegedi Szabadtéri Játékokon a Dózsa táncjáték tánczenei szerkesztője,
2011. március 4-én a Fesztivál Színházban, a Honvéd Táncszínház mutatja be Dózsa (Tánckrónika Dózsa György tetteiről) című darabot. Tánczenei szerkesztő: Makó Péter.
A Honvéd Táncszínház művészei Makó Péter (Csík zenekar) népzenei válogatására kísérik végig a legendás parasztvezér útját, egészen bukásáig, majd a megtorlásig, amelynek szörnyűsége elborzasztotta még az akkori sok vért és háborút látott Európát is.

## Elismerések
- 2010 – Prima Primissima díj (Csík zenekarral)